# Brightburn
Brightburn is een Amerikaanse sciencefiction-horrorfilm uit 2019 onder regie van David Yarovesky. Hij werd geproduceerd door James Gunn en Kenneth Huang en geschreven door Gunns broer Brian en neef Mark.

## Verhaal
Tori en Kyle Breyer vormen een kinderloos echtpaar dat tevergeefs probeert zwanger te raken. Wanneer op een avond een ruimteschip neerstort vlak bij hun boerderij, vinden ze een baby aan boord die er exact zo uitziet als een menselijk jongetje. Ze noemen hem Brandon en voeden hem op als hun eigen kind. Het ruimteschip verstoppen ze in de kelder van de boerderij.
Brandon groeit op als een gewoon jongetje, totdat het ruimteschip op zijn twaalfde een signaal begint uit te zenden. Tijdens een driftbui omdat hij de grasmaaier niet krijgt gestart, ontdekt hij dat hij bovennatuurlijk sterk en onkwetsbaar is. 's Nachts slaapwandelt hij naar de kelder. Terwijl hij de deur probeert open te krijgen, mompelt hij steeds dezelfde woorden, in een taal die hij zelf niet begrijpt. Zijn moeder treft hem aan in de kelder en maakt hem wakker.
Waar Brandon altijd netjes en gehoorzaam is geweest, wordt hij steeds opstandiger. Na het vinden van zowel naaktfoto's als afbeeldingen van organen op zijn kamer, probeert Kyle zijn zoon seksuele voorlichting te geven. Hij vertelt hem dat het prima is om af en toe gehoor te geven aan zijn behoeften. Brandon verschijnt die avond onaangekondigd op de slaapkamer van zijn klasgenootje Caitlyn. Kyle ontdekt dat de deur van hun kippenhok eruit is gerukt en alle kippen zijn afgeslacht. Hij verdenkt Brandon ervan de dader te zijn.
Tijdens een oefening in vertrouwen op school, laat Caitlyn Brandon vallen. De leraar dwingt haar om hem omhoog te helpen. Brandon breekt daarop haar hand. Tori treft hem thuis aan terwijl hij boven de open kelderdeur zweeft, dezelfde onaardse woorden mompelend als eerder. Hij schrikt op en valt het keldergat in. Daarbij haalt hij zijn hand open aan het ruimteschip. Het is de eerste keer in zijn leven dat hij een wond oploopt. Tori vertelt hem de waarheid over zijn afkomst. Brandon realiseert zich dan wat de woorden betekenen die het schip naar hem verzond: 'neem de wereld'.
Brandon verschijnt opnieuw op de slaapkamer van Caitlyn. Ze vertelt hem dat ze niet met hem mag praten van haar moeder, Erica. Brandon zoekt Erica op tijdens haar werk en vermoordt haar met bruut geweld. Schoolpsychologe – en Brandons tante – Merilee maakt zich zorgen om zijn gebrek aan berouw dat hij Caitlyns hand heeft gebroken. Ze vertelt hem dat ze dat aan de politie moet vertellen. Brandon gaat 's avonds naar haar huis om haar te intimideren. Zijn oom Noah treft hem aan in de kast. Hij neemt Brandon kwaad mee naar zijn truck om hem thuis af te zetten en zijn ouders in te lichten. Brandon doodt hem door de auto op te laten stijgen en weer te laten vallen. Hij gebruikt Noahs bloed om een symbool op de weg te tekenen.
Merilee belt Tori en Kyle om te vertellen dat Noah is omgekomen, schijnbaar bij een auto-ongeluk. Ze vermeldt daarbij dat Brandon die avond bij hun thuis was. Tori en Kyle raken steeds ongeruster als hun zoon geen spoor van emotie toont wanneer ze hem vertellen over de dood van zijn oom. Nadat hij Brandons bebloede shirt vindt, weet Kyle genoeg. Hij neemt Brandon mee uit jagen en probeert hem in het bos door het hoofd te schieten. Dit heeft geen effect. Brandon neemt wraak door laserstralen uit zijn ogen te schieten en daarmee die van Kyle te doorboren.
De sheriff toont Tori het symbool dat is gevonden bij het lichaam van Noah. Ze herkent dit uit Brandons schetsboek. Hierin vindt ze ook tekeningen van de moorden en een schets van een gemaskerde Brandon terwijl hij de aarde vernietigt. Nu ook overtuigd dat haar zoon gevaarlijk is, probeert ze Kyle te bellen. Brandon neemt diens telefoon op en vertelt haar dat Kyle dood is. Tori herinnert zich dat het materiaal van het ruimteschip Brandon kan verwonden en rukt er een scherf af. Ze probeert hem tijdens een omhelzing te steken, maar hij had dit voorzien en weert haar af. Hij vliegt met haar omhoog de wolken in en laat haar vervolgens haar dood tegemoet vallen. Daarna laat hij een vliegtuig neerstorten op de boerderij om de moorden te verdoezelen.

### Epiloog
Een complotdenker genaamd The Big T vertelt tijdens een uitzending dat hij niet gelooft dat het vliegtuig in Brightburn zomaar is neergestort. Volgens hem zijn er bovennatuurlijke wezens actief. Hij roept de mensheid op om in actie te komen.

## Rolverdeling
- Elizabeth Banks: Tori Breyer
- David Denman: Kyle Breyer
- Jackson A. Dunn: Brandon Breyer
- Jennifer Holland: Ms. Espenschied
- Matt Jones: Noah McNichol
- Meredith Hagner: Merilee McNichol
- Emmie Hunter: Caitlyn
- Becky Wahlstrom: Erica
- Michael Rooker: The Big T